# 高山汉
高山汉，字面来说是居住在高山上的汉族，他们是少数民族聚居区中的“少数民族”，主要分布在云贵高原。如广西壮族自治区的乐业、凌云和鳳山，以及田林的浪平、高龙、平塘，隆林的隆或；此外，东兰、巴马、南丹也有少量的分布。
高山汉保持着较古老的汉族传统，如乐业县把吉村高山汉保持着古老的手工造纸术。也受周边的民族的深刻影响。